# 血管作動性腸管ペプチド
血管作動性腸管ペプチド（けっかんさどうせいちょうかんペプチド、Vasoactive intestinal peptide、VIP）は、28のアミノ酸残基で構成されるペプチドホルモンである。消化管、膵臓、そして脳の視床下部の視交叉上核を含む人体内の多数の場所で作られる。
血中での半減期（T1/2）は2分である。

## 効果
VIPは体の部分によって違った効果を持つ。
- 消化器系では、平滑筋を弛緩させ（下部食道括約筋、胃、胆嚢）、膵液と胆汁の分泌を刺激する。そして、胃酸の分泌と腸への吸収が抑制要因となる[1]。腸への役割は水分と電解液の強力な分泌刺激で[2]、腸の平滑筋と血管を膨張させ、膵臓の炭酸水素塩の分泌を刺激し、ガストリンによる胃酸分泌を抑制する。これらの効果はすべて同時に増大する[3]。

- 脳やいくつかの自律神経でもVIPが見つかっている。脳の一部である視交叉上核（SCN）は概日リズムの場所である。ここで血管作動性腸管ペプチドはSCNと脳細胞との間で重要なコミュニケーションの役割を果たしている。また、VIPは明暗サイクルに伴うSCNの機能との連動に関わっている。つまり、VIPとSCNは哺乳類の概日リズムの時計機構に対し重要な役割を担っているのである。

- VIPはプロラクチン分泌の調節を助ける[4]。

- VIPは幽門括約筋の収縮される作用がある。

- また、VIPは心臓でも見つかっており、冠状動脈の血管拡張を引き起こすことが分かっている[5]。これは心不全の治療に有望であると考えられ、研究が行われている。

## 病理学
悪性非β膵島細胞腫瘍ではVIPが過剰に生産される。